# Jarma (Líbia)
Jarma é uma cidade na Líbia situada no distrito de Uádi Alhaiate.